# Fondó de les Neus (kommun i Spanien)
Fondó de les Neus är en kommun i Spanien.   Den ligger i provinsen Provincia de Alicante och regionen Valencia, i den sydöstra delen av landet, 300 km sydost om huvudstaden Madrid. Antalet invånare är 3 037.